# Britisk Kaffraria
Britisk Kaffraria var en tidligere koloni/underordnet enhed i dagens Sydafrika som bestod af distrikterne omkring dagens King William's Town og East London.
Begrebet Kaffraria kommer fra det arabiske ord qafir som blev adopteret i swahili og som betyder "vantroende". Europæerne i Syd Afrika knyttede ved en misforståelse begrebet op mod sortebantu-talende folk, så Britisk Kaffraria henspeiler dermed på landet hvor de sorte bor. (Se ellers begrebet Kaffer som i dag ses på som et nedsættende begreb for sort afrikaner, i Sydafrika) Kaffraria blev brugt om en videre region som bestod af blandt andre Britisk Kaffraria.
De afrikanske indfødte blev styret af høvdinger fra rarabe–stammen blandt xhosaerne. Ngqika (Gaika) var høvding fra 1797 til 13. november 1829, da Sandile overtog som høvding frem til 1. juni 1878.
Området blev annekteret til den britiske Kapkolonien som Provinsen Queen Adelaide, men allerede den 5. december blev annekteringen annulleret af Kapkolonien. 10. december blev den omdøbt til Landdistriktet Queen Adelaide. Mellem 1835 og 1847 var Grahamstown dets hovedstad.
Området blev igen annekteret til Kapkolonien den 17. december 1847, denne gang som Britisk Kaffraria–kolonien, og King William's Town blev dens hovedstad. Britisk Kaffraria blev en separat kronkoloni 7. marts 1860, og den blev til slut indlemmet i Kapkolonien 17. april 1866.

## Administrative ledere
| Tidspunkt                            | Titel på leder   | Leder                  | Kommentar                           |
| 10. maj 1835–5. december 1835        | Administrator    | Harry Smith            |                                     |
| 10. december 1835–13. september 1836 | Guvernørløjtnant | Harry Smith            | Fungerende                          |
| 13. september 1836–9. august 1838    | Guvernørløjtnant | Andries Stockenstroom  |                                     |
| 9. august 1838–september 1846        | Guvernørløjtnant | John Hare              | Fungerende frem til 31. august 1839 |
| 4. november 1847–17. december 1847   |                  |                        | Under direkte styre fra Kapkolonien |
| 23. december 1847–oktober 1852       | Chefskommisær    | George Henry Mackinnon |                                     |
| Oktober 1852–7. marts 1860           | Chefskommisær    | John Mclean            |                                     |
| 7. marts 1860–24. december 1864      | Guvernørløjtnant | John Mclean            |                                     |
| 24. december 1864–17. april 1866     | Viceguvernør     | Robert Graham          |                                     |

32°53′S 27°24′Ø / 32.88°S 27.4°Ø